# 階上町
階上町（日语：／ Hashikami chō */?）是位於日本青森縣最東南端的町，隸屬於三戶郡。轄區東邊面向太平洋，南部為階上岳等山，當地人口則主要集中在與八戶市邊界相鄰的蒼前地區和中部的耳吠地區。階上町為八戶市的睡城，當地居民在對外通勤與就學方面相當依賴八戶市。

## 地理
階上町境內約58.19%的面積被森林覆蓋，14.04%的土地為農業用地。南部坐落著以階上岳為主的山岳，其餘地區皆為平坦地帶。發源於階上岳西南端的松館川流經町内，並在北邊注入新井田川。

### 氣候
根據統計，2014年至20185年階上町的年均溫為10.8℃，年均降雨量為1056.6毫米。春季至夏季會受到挾帶涼冷潮濕空氣的東北風吹拂，秋季至冬季則吹風向偏西的風。沿海地區冬季的降雪量相當少，山區的積雪深度則僅約30公分。

## 歷史
階上町的歷史可追溯至奈良時代。神龜年間（724年至728年），僧侶行基在寺下興建應物寺，並供奉著雕刻而成的觀世音菩薩像。室町時代的文安元年（1444年），琳阿孝寛大和尚在境內開山西光寺，形成現在階上町的聚落雛形。
江戶時代，南部直房於寛文4年（1664年）入主八戶藩2萬石，成為八戶藩的初代藩主，而階上地區也因此隸屬於八戶藩。明治22年（1889年）日本實施町村制，並將境內原有的8個村落合併成階上村。昭和55年（1980年）階上村改制為現今的階上町。

## 行政
現任町長荒谷憲輝於2021年12月在選舉中當選，其任期將持續至2025年12月。

## 地域

### 管轄警察署
- 八戶警察署管轄範圍內
  - 階上交番
  - 田代駐在所

### 管轄消防署
- 八戶地區廣域市鎮村圈事務工會八戶東消防站樓上分署

### 教育

#### 中學
- 町立（五十音順）
  - 道佛中學
  - 階上中學
- 八戶市、階上町學校組合立
  - 田代中學

#### 小學
- 町立（五十音順）
  - 赤保內小學
  - 石鉢小學
  - 大蛇小學
  - 金山澤小學
  - 小舟渡小學
  - 道佛小學
  - 登切小學
  - 階上小學
- 八戶市、階上町學校組合立
  - 田代小學

### 金融機構
- 青森銀行階上分店
- 八戶農業協同組合階上分店
  - 此外，陸奥銀行將2部無人ATM放置在町內。

## 產業
根據日本2020年的國勢調查統計，階上町的就業人口中有8.3%從事第一級產業，28.8%的就業人口從事第二級產業，其餘的62.9%則從事第三級產業。

### 郵政

#### 收集和遞送據點
- 郵政事業八戶分店
  - 階上收集和遞送中心

#### 郵政局
- 陸奧田代郵政局（84075）
- 階上郵政局（84133）
- 階上車站前郵政局（84139）

## 交通

### 鐵路
- 東日本旅客鐵道
  - 八戶線：大蛇車站 - 階上車站

### 公共汽車
- 南部公共汽車
- 階上町地方自治團體公共汽車

### 道路
- 高規格幹線道路（一般國道的自動車專用道路）
  - 八戶久慈自動車道
    - 一般國道45號八戶南道路：種差海岸階上岳高速公路出入口 - 階上高速公路出入口（予定）
- 一般國道
  - 國道45號
    - 道之驛階上
- 縣道
  - 主要地方道
    - 青森縣道1號八戶階上線
    - 青森縣道、岩手縣道11號八戶大野線
    - 青森縣道42號名川階上線

  - 一般縣道
    - 青森縣道221號鳥谷部十日市線

## 觀光

### 古蹟
- 寺下觀音堂 - 於724年行基創建。成為奧州糠部三十三觀音之一。
- 道佛館遺跡
- 茨島的七葉樹（赤保內字茨島） - 本縣的自然保護植物、樹齡約600～800年。
- 水晶花（保內字赤保內） - 本縣的自然保護植物、樹齡不詳。不過，在日本中沒有記錄有水晶花的大樹。

### 觀光景點
- 階上岳 - 杜鵑的簇生地，每年自5月下旬至6月上旬期間盛開。
- 八戶郊區俱樂部
- 小舟渡海岸 - 青森縣最早看到日出的地方（山間部除外）。

### 祭典
- 寺下觀音祭 - 5月第3個星期日
- 臥牛山祭 - 5月
- 草莓煮祭 - 7月
- 町民文化祭 - 11月

## 本地出身的名人
- 十文字將康（相撲力士）